# Залізний лабіринт
«Залізний лабіринт» (англ. Iron Maze) — американсько-японський трилер 1991 року.

## Сюжет
Містер Цукіда, багатий бізнесмен, приїхав зі своєю дружиною в невеликє американськє містечко, всі жителі якого працюють на занедбаному сталеливарному заводі. Він хоче перетворити це виробництво в сучасний діснейлейд. Але хтось намагається його вбити.

## У ролях
- Джефф Фейгі — Баррі Міковскі
- Бріджит Фонда — Кріс Суґіта
- Хіроакі Муракамі — Суґіта
- Дж.Т. Волш — Джек Рулі
- Джон Рендолф — мер Пелусо
- Пітер Аллас — Едді
- Гебріел Деймон — Мікі
- Кармен Філпі — Чарлі
- Френсіс Джон Торнтон — Вомакк
- Джеффрі Дж. Стефен — консул
- Марк Ловенталь — доктор Ретман
- Гоу Місава — Таназакі
- Дж. Майкл Гантер — Луї
- Ленора Немец — Марджи
- Стів Аронсон — Джо Джо
- Захарі Мотт — Буд
- Майкл Р. Обілі — Рей
- Джон Голл — гравець у барі
- Дін Веллс — гравець у барі
- Еліс Ейснер — Недді
- Дон Ведсворт — менеджер готелю
- Дуглас Пона — портьє
- Марія Бекотес-Бей — диспетчер
- Рон Томас — доктор
- Патрісія Гікок — медсестра
- Лі Гейс — медсестра
- Сандра Мейсон — медсестра
- Крейґ Госкін — пілот вертольота
- Девід В. Батлер — сталевар
- Ламонт Арнольд — Воткінс
- Лонзо Грін — Норман
- Лаверна М. Йоркґітіс — офіціантка